# Размена
 Размена  је југословенска мини-серија из 1978. године. Режирао је Миомир Стаменковић према сценарију Петра Дуловића и проистакла је из домаћег филма Девојачки мост из 1976 године.

## Радња
Девојачки мост је место размене немачких заробљеника и партизана заробљених од стране Немаца. Са положаја креће колона бораца и девет заробљених Немаца. Пут до моста за партизане је двоструко искушење: борачко, јер са свих страна вребају опасности и етичко, јер морају да се излажу ризику због непријатеља који је био немилосрдан.

## Улоге
| Глумац             | Улога                                   |
| ------------------ | --------------------------------------- |
| Жарко Радић        | Ђорђе                                   |
| Драган Николић     | Космајац, Прокопије                     |
| Олга Кацијан       | Јелена                                  |
| Марко Николић      | Марко                                   |
| Петер Карстен      | Мајор Колбе                             |
| Танасије Узуновић  | Хорст Вагнер                            |
| Џеват Ћорај        | Ханс, рањени немачки наредник           |
| Иван Јонаш         | Немачки војник                          |
| Растислав Јовић    | Курт, немачки војник                    |
| Војин Кајганић     | Немачки војник                          |
| Иван Клеменц       | Немачки војник                          |
| Мирољуб Лешо       | „Баварац“, немачки војник               |
| Предраг Милинковић | Руди, немачки војник                    |
| Драгомир Фелба     | Сељак који живи у појати                |
| Владимир Поповић   | Реља                                    |
| Љиљана Јовановић   | Сељанка која дечака држи за руку        |
| Војислав Мићовић   | Стари са запрежним колима               |
| Злата Раичевић     | Стана, жена која даје млеко партизанима |
| Душан Антонијевић  | Стари на сеоском тргу                   |
| Гизела Вуковић     | Сељанка у црнини                        |
| Богдан Диклић      | Партизан који рапортира                 |
| Богдан Јакуш       | Сељак који се јавља за водича           |
| Владан Живковић    | Партизан на Девојачком мосту 1          |
| Душан Тадић        | Партизан на Девојачком мосту 2          |

Комплетна ТВ екипа ▼
| Редитељ              | Миомир Мики Стаменковић |
| Сценариста           | Петар Дуловић           |
| Сценариста           | Душан Перковић          |
| Композитор           | Бојан Адамич            |
| Директор фотографије | Миливоје Миливојевић    |
| Монтажер             | Катарина Стојановић     |
| Сценограф            | Драгољуб Ивков          |

## Занимљивости
Серија је рађена у копродукцији Центра Филмских радних заједница односно Центар филма и ТВ Београд. До данас ниједан пут није репризирана на телевизији (или је нестала или пропала трака с овим материјалом).